# 공주교동초등학교
공주교동초등학교는 대한민국 충청남도 공주시에 있는 공립 초등학교이다.

## 학교 연혁
- 1967.02.20 공주교동국민학교 인가
- 1967.09.01 공주교동국민학교 개교
- 1996.03.01 공주교동초등학교로 개칭
- 2001.12.20 추동교시 2,565m2 증축
- 2004.12.03 대목적 강당 준공(479.99m2)
- 2007.02.08 도서실 현대화 사업
- 2009.03.01 충청남도교육청지정 교원능력개발평가 선도 시범학교 지정
- 2012.12.04 학교 정문 및 진입로 개선 사업
- 2013.03.01 충청남도교육청지정 방과후학교 위탁 시범학교 운영
- 2014.02.14 졸업식(제44회 69명 / 누계 7,328명)

## 참고 자료
- 공주교동초등학교 - 한국교육학술정보원 학교알리미